# Trellius vitalisi
Trellius vitalisi är en insektsart som först beskrevs av Lucien Chopard 1925.  Trellius vitalisi ingår i släktet Trellius och familjen syrsor. Inga underarter finns listade i Catalogue of Life.